# Don Perfecto y Anacleto, metidos en un aprieto
Don Perfecto y Anacleto, metidos en un aprieto es una película de Argentina filmada en blanco y negro dirigida por Domingo Tomasetta que se produjo en 1939 y no se estrenó comercialmente. 

## Reparto
- Totón Podestá
- Álvaro Escobar
- Mecha Lestón
- Julia Devoto